# New Lebanon (Ohio)
New Lebanon è un villaggio degli Stati Uniti d'America, situato nello stato dell'Ohio, in particolare nella contea di Montgomery.